# Тит Статилий Тавър (консул 11 г.)
Вижте пояснителната страница за други личности с името Тит Статилий Тавър.
Тит Статилии Тавър III (на латински: Titus Statilius Taurus) e политик на ранната Римска империя през началото на 1 век.

## Биография
Произлиза от фамилията Статилии и е внук на Тит Статилий Тавър (консул 37 и 26 пр.н.е.). Брат е на Сизена Статилий Тавър (консул 16 г.).
През 11 г. Тавър е консул заедно с Маний Емилий Лепид.
Тавър е женен за Валерия Месалина Корвина, дъщеря на Марк Валерий Месала Корвин (консул 31 пр.н.е.) и Калпурния, дъщеря на Марк Калпурний Бибул. Той е баща на Тит Статилий Тавър (консул 44 г.), на Тит Статилий Тавър Корвин (консул 45 г.) и вероятно на Статилия Месалина, която е майка на императорката Статилия Месалина, която може би е дъщеря на сина му, който е консул през 44 г.